# ای‌اکس‌ان (شبکه تلویزیونی کره جنوبی)
ای‌اکس‌ان (انگلیسی: AXN) یک شبکه تلویزیونی کابلی و ماهواره‌ای کره جنوبی است که بر مجموعه‌های تلویزیونی جنایی و اکشن آمریکایی تمرکز دارد.
ای‌اکس‌ان که در ژوئیه ۲۰۰۵ به عنوان سرمایه‌گذاری مشترک بین سونی و اسکای‌لایف راه‌اندازی شد، ابتدا از خارج از کره جنوبی پخش می‌شد، اما زیرنویس‌های کره‌ای داشت و تریلرها به زبان کره‌ای نمایش داده می‌شدند (با این حال به دلیل قوانین محلی، پخش صدای کره‌ای امکان‌پذیر نبود).